# Cinclocerthia gutturalis
Cinclocerthia gutturalis là một loài chim trong họ Mimidae.